# Helleborus multifidus
Helleborus multifidus är en ranunkelväxtart. Helleborus multifidus ingår i släktet julrosor, och familjen ranunkelväxter.

## Underarter
Arten delas in i följande underarter:
- H. m. hercegovinus
- H. m. laxus
- H. m. multifidus